# Đội tuyển bóng đá U-19 quốc gia San Marino
Đội tuyển bóng đá U-19 quốc gia San Marino là đội tuyển U-19 của San Marino và được quản lý bởi Liên đoàn bóng đá San Marino. Roberto Marcucci là huấn luyện viên của đội.

## Vòng loại Giải vô địch bóng đá U-19 châu Âu
Họ thi đấu tại vòng loại Giải vô địch bóng đá U-19 châu Âu. Họ đã chơi 33 trận đấu và có 1 trận hoà và 32 trận thua.

## Chiến thắng lịch sử
Vào ngày 30 tháng 8 năm 2022, đội giành được chiến thắng đầu tiên trong lịch sử trước Gibraltar với tỷ số 4-0.

## Đội hình hiện tại
- Đội hình dưới đây được triệu tập cho Vòng loại Giải Vô địch Bóng đá U-19 châu Âu 2023.[2]
- Ngày diễn ra trận đấu:Ngày 17, 20 và 23 tháng 11 năm 2022
- Đối thủ:  Na Uy,  Serbia,  Bắc Macedonia
- Số liệu thống kê tính đến: 30 tháng 8 năm 2022, sau trận gặp  Gibraltar

| Số | VT | Cầu thủ              | Ngày sinh (tuổi)  | Trận | Bàn | Câu lạc bộ         |
| -- | -- | -------------------- | ----------------- | ---- | --- | ------------------ |
|    | TM | Pietro Amici         | 27 tháng 1, 2004  | 4    | 0   | Pietracuta         |
|    | TM | Matteo Battistini    | 12 tháng 7, 2004  | 2    | 0   | San Marino Academy |
|    |    |                      |                   |      |     |                    |
|    | HV | Mattia Ciacci        | 30 tháng 12, 2005 | 2    | 0   | San Marino Academy |
|    | HV | Federico Domeniconi  | 14 tháng 7, 2006  | 0    | 0   | Vis Pesaro         |
|    | HV | Alberto Guerra       | 13 tháng 1, 2004  | 3    | 0   | Victor San Marino  |
|    | HV | Pietro Renzi         | 20 tháng 2, 2005  | 2    | 0   | San Marino Academy |
|    | HV | Simone Riccardi      | 18 tháng 10, 2005 | 2    | 0   | San Marino Academy |
|    | HV | Luca Terenzi         | 10 tháng 5, 2004  | 3    | 0   | Faetano            |
|    | HV | Samuele Ugolini      | 11 tháng 8, 2005  | 2    | 0   | San Marino Academy |
|    | HV | Filippo Valentini    | 8 tháng 4, 2006   | 0    | 0   | San Marino Academy |
|    | HV | Simone Vittori       | 19 tháng 4, 2004  | 0    | 0   | San Marino Academy |
|    | HV | Diego Zavoli         | 15 tháng 5, 2004  | 4    | 0   | Delfini Rimini     |
|    |    |                      |                   |      |     |                    |
|    | TV | Simone Gasperoni     | 31 tháng 10, 2005 | 2    | 0   | San Marino Academy |
|    | TV | Giacomo Molinari     | 20 tháng 3, 2005  | 2    | 0   | San Marino Academy |
|    | TV | Matteo Valli Casadei | 1 tháng 6, 2005   | 2    | 0   | San Marino Academy |
|    |    |                      |                   |      |     |                    |
|    | TĐ | Alex Caddy           | 12 tháng 3, 2005  | 2    | 0   | San Marino Academy |
|    | TĐ | Tommaso Famiglietti  | 5 tháng 8, 2005   | 2    | 0   | San Marino Academy |
|    | TĐ | Marco Gasperoni      | 16 tháng 5, 2004  | 5    | 3   | San Marino Academy |

## Các trận đấu quốc tế
| 28 tháng 8 năm 2022 Giao hữu | Gibraltar                                | 3–1 | San Marino      | Gibraltar              |  |
|                              | - Gonzalez 27' - Jessop 83' - Emrani 90' |     | - Santi 24' (p) | Sân vận động: Victoria |  |

| 30 tháng 8 năm 2022 Giao hữu | Gibraltar | 0–4 | San Marino                               | Gibraltar              |  |
|                              |           |     | - M. Gasperoni 13', 18', 29' - Santi 80' | Sân vận động: Victoria |  |